# Ayano Egami
Ayano Egami, född den 1 april 1980 i Kyoto prefektur, Japan, är en japansk konstsimmare.
Hon tog OS-silver i lagtävlingen i konstsim i samband med de olympiska konstsimstävlingarna 2000 i Sydney.